# Eugène Jean Alexander van Bylandt
Eugène Jean Alexander graaf van Bylandt (Den Haag, 1 juli 1807 - aldaar, 21 februari 1876) was een Nederlands politicus die een veelzijdige staatkundige loopbaan doorliep. Hij was een medestander van Thorbecke.
Van Bylandt kwam uit een adellijk geslacht, als zoon van graaf Jean Charles van Bylandt en gravin Otteline Agnes Catharina van Limburg Stirum. Zijn vader was Eerste Kamerlid.
Hij was achtereenvolgens gouverneur van Zuid-Holland, Commissaris des Konings in Overijssel, staatsraad en voorzitter van de Eerste Kamer.
Van Bylandt trouwde in 1837 te Den Haag met Maria Henriëtta barones van Tuyll van Serooskerken. In 1850 trouwde hij voor de tweede keer in Tilburg met Catharina Frederica Augustina Alexandra gravin Hogendorp van Hofwegen (1811-1887), dochter van Diederik Johan François van Hogendorp van Hofwegen, heer van Tilburg en Goirle. Catharina was hofdame van koningin Anna Paulowna en de laatste bewoonster van het kasteel van Tilburg, dat in 1858 door haar werd verkocht.
Van Bylandt overleed in 1876 in zijn geboorteplaats Den Haag. Zijn zoon Carel Jan Emilius van Bylandt was ook politicus en werd Tweede Kamerlid.
Er zijn enkele vernoemingen in het Nederlandse straatbeeld te vinden. Den Haag, Tilburg en Doornenburg kennen een Van Bylandtstraat, Leiden kent een Graaf van Bylandtpad.
- Biografisch Portaal: 07265315
- Digitale Bibliotheek voor de Nederlandse Letteren: byla015
- International Standard Name Identifier: 0000 0003 8967 621X
- Nederlandse Thesaurus van Auteursnamen: 069905819
- Parlement.com: vg09lkz08ay4
- Virtual International Authority File: 283099343
- WorldCat: E39PBJyMktDKpBPmCW9g8K8XBP